# 岩田浩康
岩田 浩康（いわた ひろやす、1974年〈昭和49年〉 - ）は、日本のロボット研究者。博士(工学)（早稲田大学）。早稲田大学理工学術院創造理工学部教授。自身の研究室では世界初の着座式心エコー検査ロボット「ORIZURU」や直感的な随意制御が可能な装着型ロボットアーム「第三の腕」を開発した。

## 略歴
- 2001年 早稲田大学 理工学部機械工学科  助手
- 2004年 早稲田大学大学院 理工学研究科  講師
- 2005年 早稲田大学 先端科学・健康医療融合研究機構生命医療工学研究所  講師
- 2006年 早稲田大学 先端科学・健康医療融合研究機構生命医療工学研究所  准教授
- 2007年 早稲田大学 高等研究所  准教授
- 2010年 エジプト・日本科学技術大学(E-JUST)  特任准教授
- 2012年 早稲田大学 理工学術院  准教授
- 2014年 早稲田大学 理工学術院  教授
- 2015年 早稲田大学 グローバルロボットアカデミア研究所  所長
- 2016年 東京大学大学院 医学系研究科  非常勤講師
- 2018年 東京大学 先端科学技術研究センター  特任研究員
- 2018年 早稲田大学 フロンティア機械工学研究所  副所長
- 2023年 早稲田大学 フロンティア機械工学研究所  所長

（）